# 3 janvier dans les chemins de fer
3 décembre 3 février
Chronologies thématiques
- Croisades
- Sports
- Disney

Cette page concerne les événements qui se sont déroulés un 3 janvier dans les chemins de fer.

## Événements

### XIXesiècle
- 1868 : aux États-Unis, la Kalamazoo and Grand Rapids Railroad est fondée dans le Michigan.
- 1877 : en France, mise en service de la section de Bouleternère à Prades par l'administration du séquestre de la Compagnie PP[1].

### XXesiècle
- 1901 : aux États-Unis, la St. Louis Southwestern Railway rachète la Stuttgart and Arkansas River Railroad.
- 1906 : aux États-Unis, durant une réunion d'actionnaires, la charte de la Cleveland Short Line Railway est amendée afin de spécifier les nouveaux terminus de la ligne qui sont Collinwood et Rockport, tous deux situés dans l'Ohio.
- 1908 : en France, manifestations de violence à la gare Saint-Lazare à la suite de nombreux retards provoqués par le dysfonctionnement de la signalisation dû au gel[2].
- 1912 : au Canada, en Nouvelle-Écosse, le Chemin de fer Canadien Pacifique loue la Dominion Atlantic Railway.
- 1944 : en Espagne, dans la province de León, trois trains entrent en collision dans un tunnel à proximité de la localité de Torre del Bierzo dans la comarque d'El Bierzo, causant la mort, selon un bilan officiel, de 78 personnes mais plus probablement, entre 200 et 300, tandis que certaines estimations évaluent le bilan réel entre 500 et 800 morts[3].

- 1986 : au Canada, le métro léger Vancouver SkyTrain ouvre sa première ligne entre les stations Waterfront et New Westminster.

### XXIesiècle
- 2003 : en Inde, un train de passagers circulant de Secunderabad à Manmad emboutit un train de marchandises près de Ghatnandur dans le Maharashtra, l'accident tue 18 personnes.
- 2005 : aux États-Unis, Arthur Shoener devient président directeur général de la Kansas City Southern Railway et de sa filiale Texas Mexican Railway.
- 2006 : en Espagne, le consortium formé par Bombardier et Talgo reçoit une commande de la Renfe portant sur la livraison de 30 rames à grande vitesse AVE S-102 pour un montant total de 655 millions d’euros.

## Naissances
- 1810 : Henry Keyes, président de la Atchison, Topeka and Santa Fe Railway de 1869 à 1870.
- 1816 : Samuel C. Pomeroy, président de la Atchison, Topeka and Santa Fe Railway de 1863 à 1868.
- 1900 : C.L. Dellums, cofondateur de la Brotherhood of Sleeping Car Porters.